# العرضية الشمالية
العرضية الشمالية هو مركز يتبع إداريًا لمحافظة العرضيات التابعة لمنطقة مكة المكرمة وتقع جنوب غرب المملكة العربية السعودية ويحدها من الشمال محافظة المخواة ومن الجنوب العرضية الجنوبية ويقدر مساحتها بحوالي 750 كم مربع ويوجد بها العديد من الأودية أشهرها وادي قنونا ووادي العشر ووادي الخيطان ووادي الحفيان.

## القرى التابعة لها
يتبع مركز العرضية الشمالية عدد من القرى الكبيرة والصغيرة أهمها:
- نمرة: وهي حاضرة العرضية الشمالية ويوجد بها مركز للشرطة وفرع البنك الأهلي ويوجد بها مركز للدفاع المدني والعديد من المدارس ومركز إشراف تربوي(مكتب تربية وتعليم) والعديد من الأسواق ويوجد بها سوق شعبي يوم الاثنين.[2]
- وادي شعب آل عباس: يعد من الأودية الكبيرة بمنطقة مكة المكرمة ويشتهر الوادي " بجبل ظلمان "
- المبنى: وهو مركز العرضية الشمالية سابقا في أيام الدولة العثمانية وبداية الدولة السعودية.
- المعقص: ويوجد به سوق شعبي يوم الخميس أكبر سوق شعبي بالعرضيتين.
- وادي الرحمان: وبه قرى كثيرة ويسكنه الكثير من الناس.
- فرعة قبيلة بني سهيم: وأيضا بها قرى كثيرة جداً (بقسميها الاودية والفرعة).
- الفائجة: من أكبر قرى العرضية الشمالية ومن اكثرها سكانا، ويميزها سوق ربوع الفائجة وأيضا قربها من وادي قنونا المقصد السياحي للمنطقة.
- وادي حلحال: يصب فيه عدة روافد أشهرها وادي ابرير.
- وادي الخيطان: يعد من أجمل الأودية وتجري فيه المياة طوال السنة.
- وادي الحناء: يشتهر الوادي بجبل اثرب.
- وادي الحفياء: يسكنه من بني المنتشر والعوامر وال كثير.

وادي ابيان بني منتشر و بالحارث